# Stadtfriedhof Ricklingen

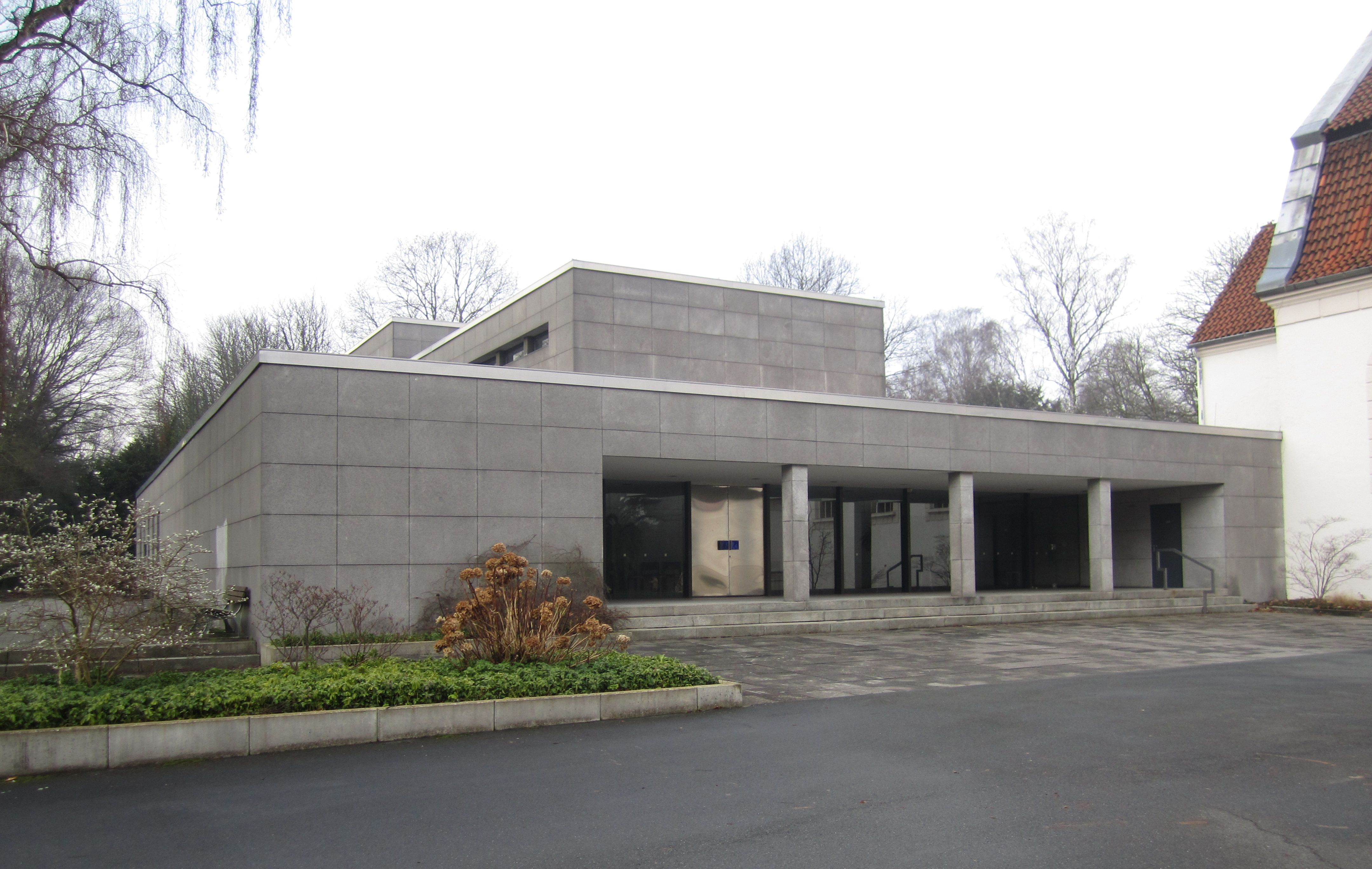
Neue Kapelle

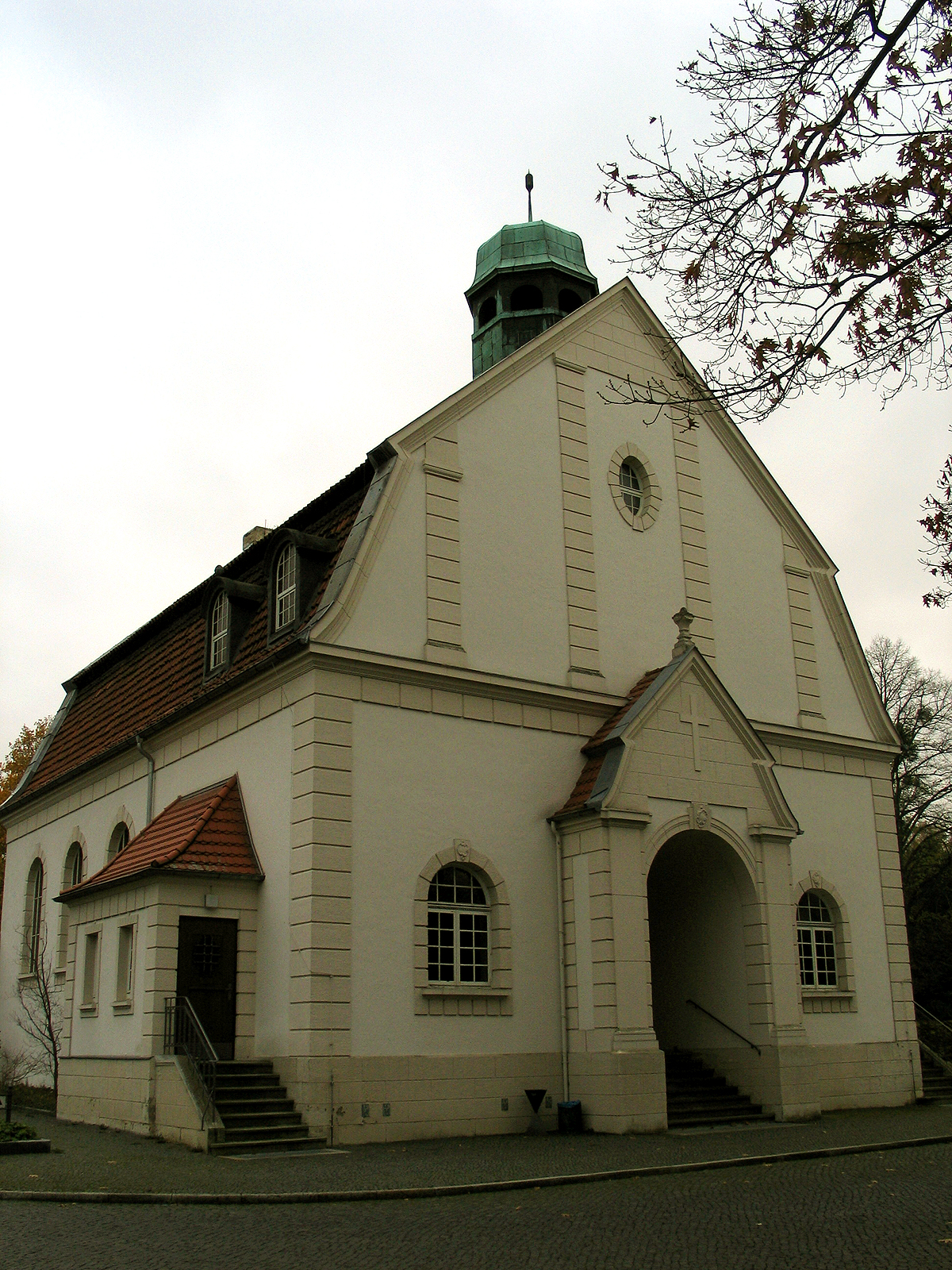
Alte Kapelle

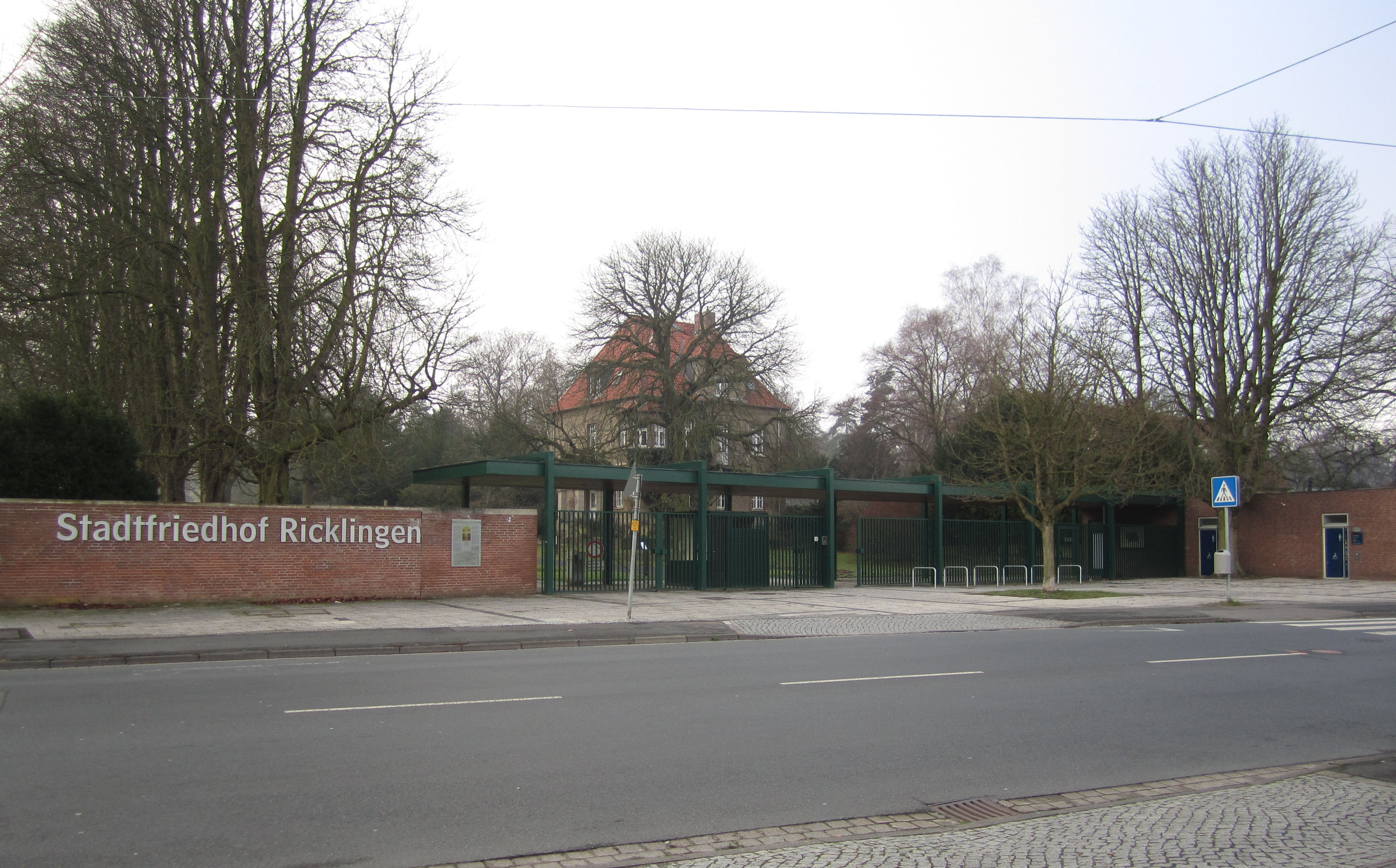
Eingangsbereich

Der Stadtfriedhof Ricklingen ([ʃtatfʁiːthoːf ʁɪklɪŋən] ) in Hannover wurde 1908 als Hauptfriedhof Linden von der damaligen Stadt Linden angelegt und gehört heute zum Stadtteil Oberricklingen. Die alte Kapelle wurde 1910 nach Plänen des Lindener Architekten Carl Arend erbaut. Der Friedhof umfasst circa 54 Hektar mit rund 30.000 Gräbern. Seit 1998 existiert eine Abteilung für anonyme Urnenbeisetzungen.

## Geschichte
Ende des 19. Jahrhunderts hatte die Einwohnerzahl von Linden als Folge der Industrialisierung erheblich zugenommen. 1885 wurde Linden mit 25.570 Einwohnern zur Stadt erklärt. Die drei bestehenden Friedhöfe, der Martinskirchhof, der Friedhof Neu Linden und der Lindener Bergfriedhof, reichten nicht mehr aus und konnten auch nicht erweitert werden. Der Magistrat der Stadt Linden beschloss daher 1904 die Einrichtung eines neuen Großfriedhofs. Hierfür wurde ein 17 Hektar großes Grundstück in den Gemarkungen von Ricklingen und Wettbergen an der Göttinger Chaussee erworben. Unter der Leitung von Stadtgarteninspektor Johannes Balcke wurde der neue Friedhof angelegt. Am 1. November 1908 wurde er als Hauptfriedhof Linden eröffnet. Mit der Eingemeindung von Linden nach Hannover am 1. Januar 1920 wurde er in Stadtfriedhof Ricklingen umbenannt. Nachdem das Krematorium Hannover-Seelhorst eröffnet worden war, entstand aufgrund der wachsenden Nachfrage 1924 die erste Abteilung für Urnenbestattungen, die später zu einem Urnenhain erweitert wurde. Die durch den Zweiten Weltkrieg zerstörte alte Kapelle wurde 1953 wieder aufgebaut; 1964 wurde der Anbau einer neuen Kapelle beschlossen, die als Blockbau aus hellem Granit eine Einheit mit der alten Kapelle bilden sollte.

## Grabstellen bekannter Personen
| - Otto Armknecht (1853–1908), evang. Pastor - Wilhelm Heese (1890–1933), Opfer des Nationalsozialismus - Kurt Willkomm (1905–1933), Widerstandskämpfer gegen den Nationalsozialismus - Wilhelm Bluhm (1898–1942), Widerstandskämpfer gegen den Nationalsozialismus - Franz Nause (1903–1943), Widerstandskämpfer gegen den Nationalsozialismus - Georg Herting (1872–1951), Bildhauer | - Kurt Schumacher (1895–1952), SPD-Parteivorsitzender - Fritz Ahrberg (1866–1959), Wurstwaren-Unternehmer - Hans-Jürgen Krahl (1943–1970), Studentenaktivist der 68er-Bewegung - Wilhelm Hahn junior (1904–1975), sozialdemokratischer Widerstandskämpfer - Heinrich Kreipe (1895–1976), Generalmajor im Zweiten Weltkrieg - August Holweg (1905–1989), hannoverscher Oberbürgermeister von 1956 bis 1972 |

## Skulpturen
Im Bereich des Friedhofs gibt es einige Skulpturen, die nicht einer individuellen Grabstelle zugeordnet sind:

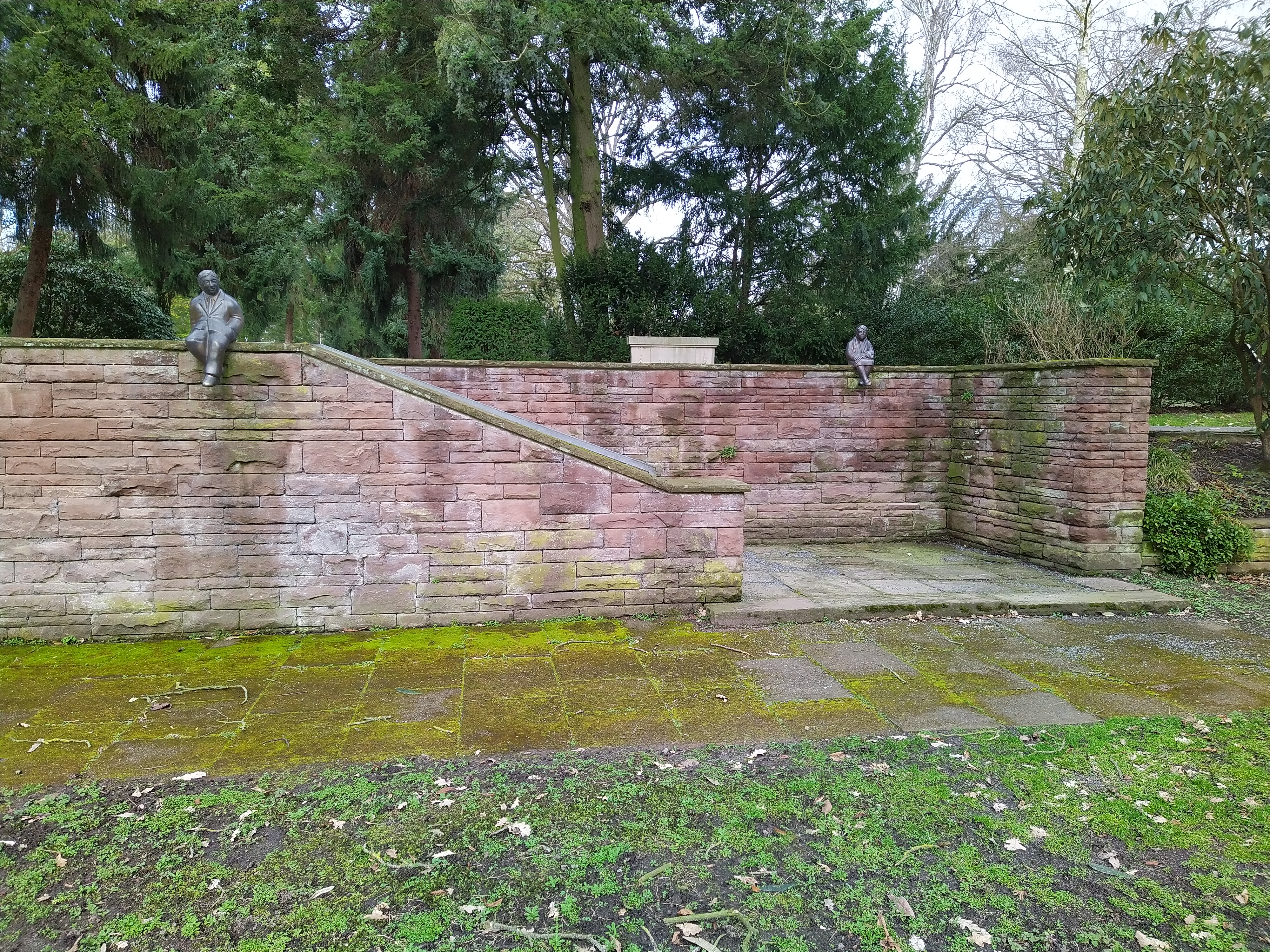
Trauernde Ulrike Enders
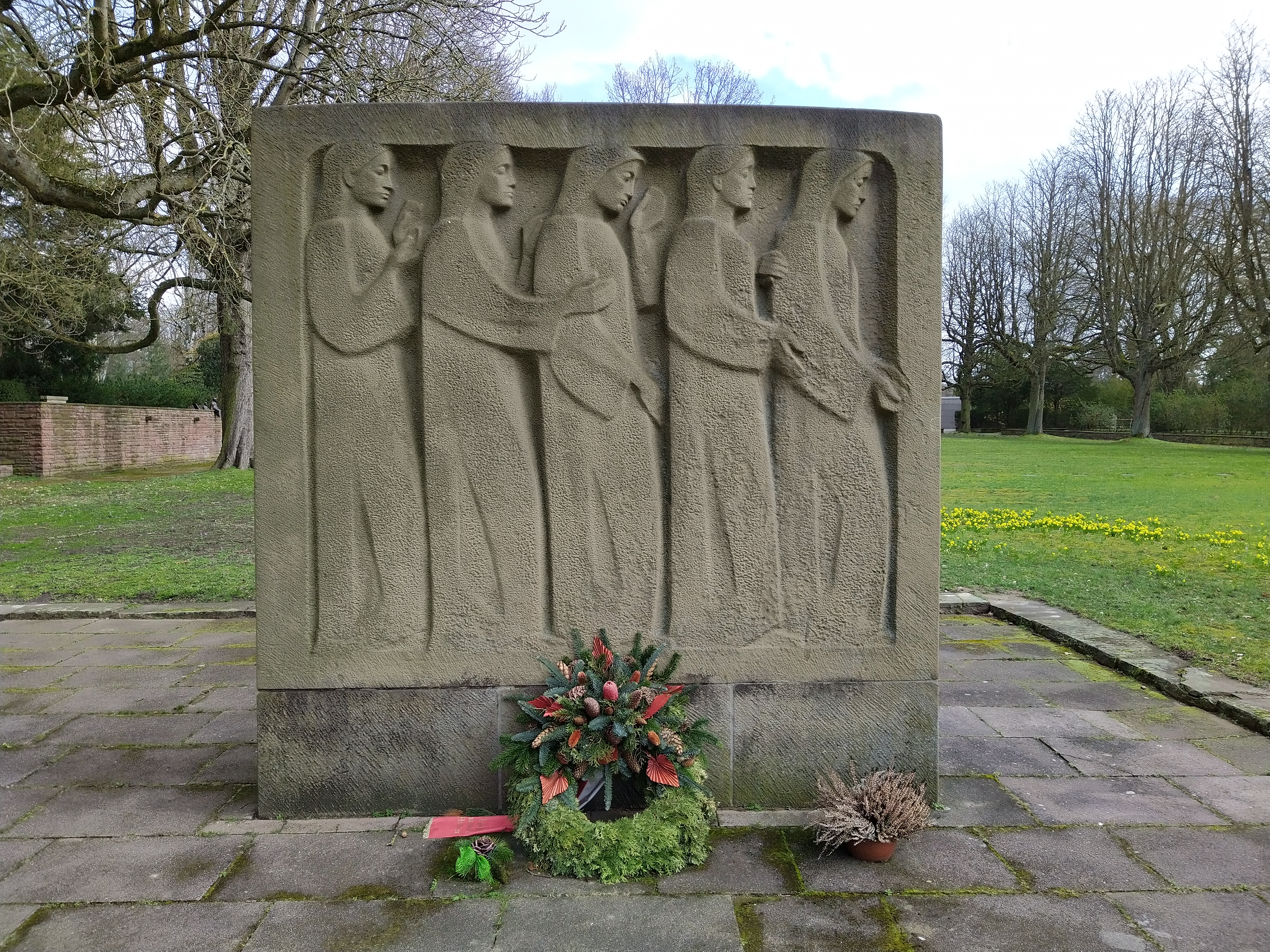
Fünf Witwen (Kriegsopferdenkmal) Anton Woger
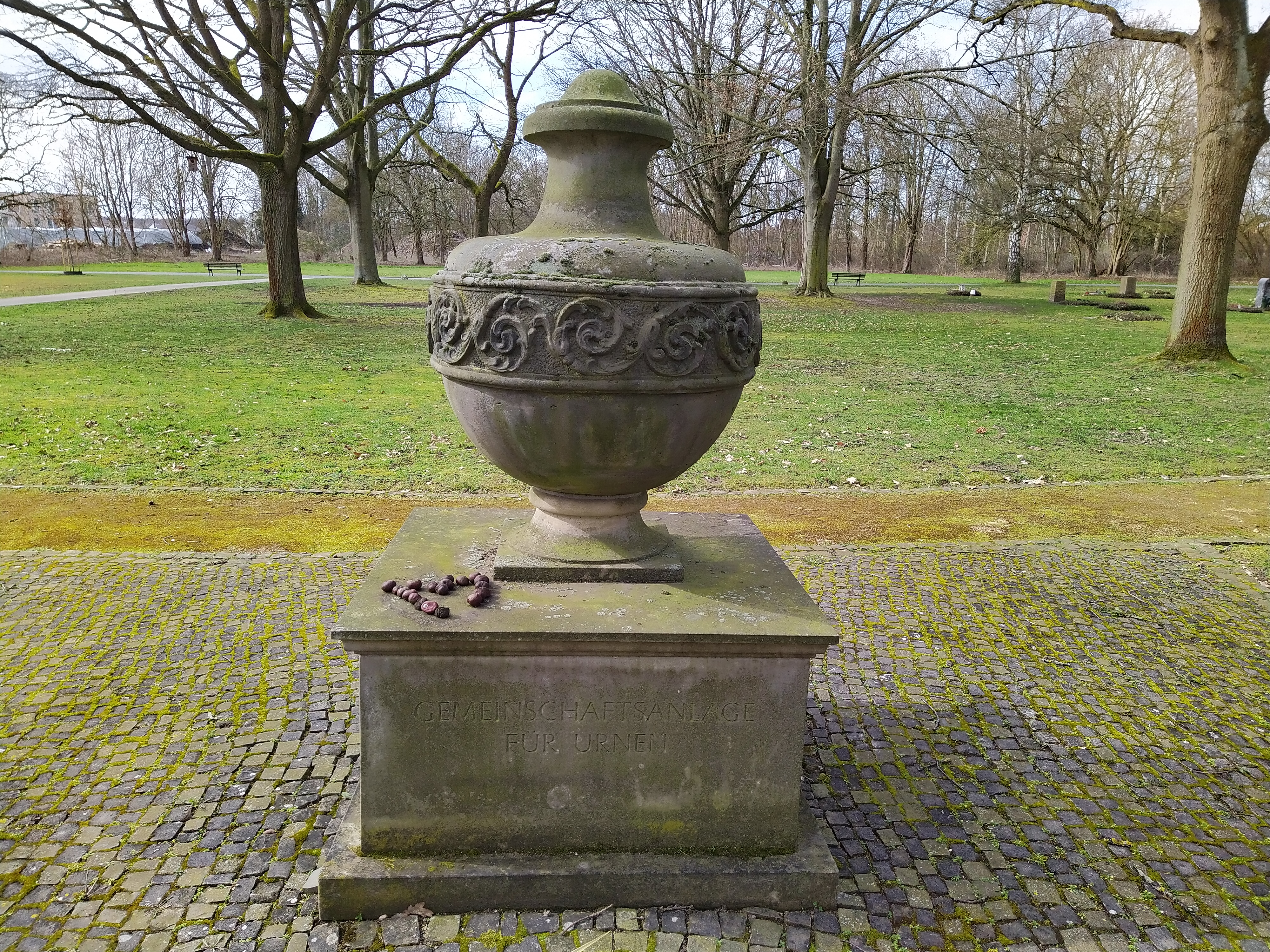
Urne am Feld der anonymen Bestattungen
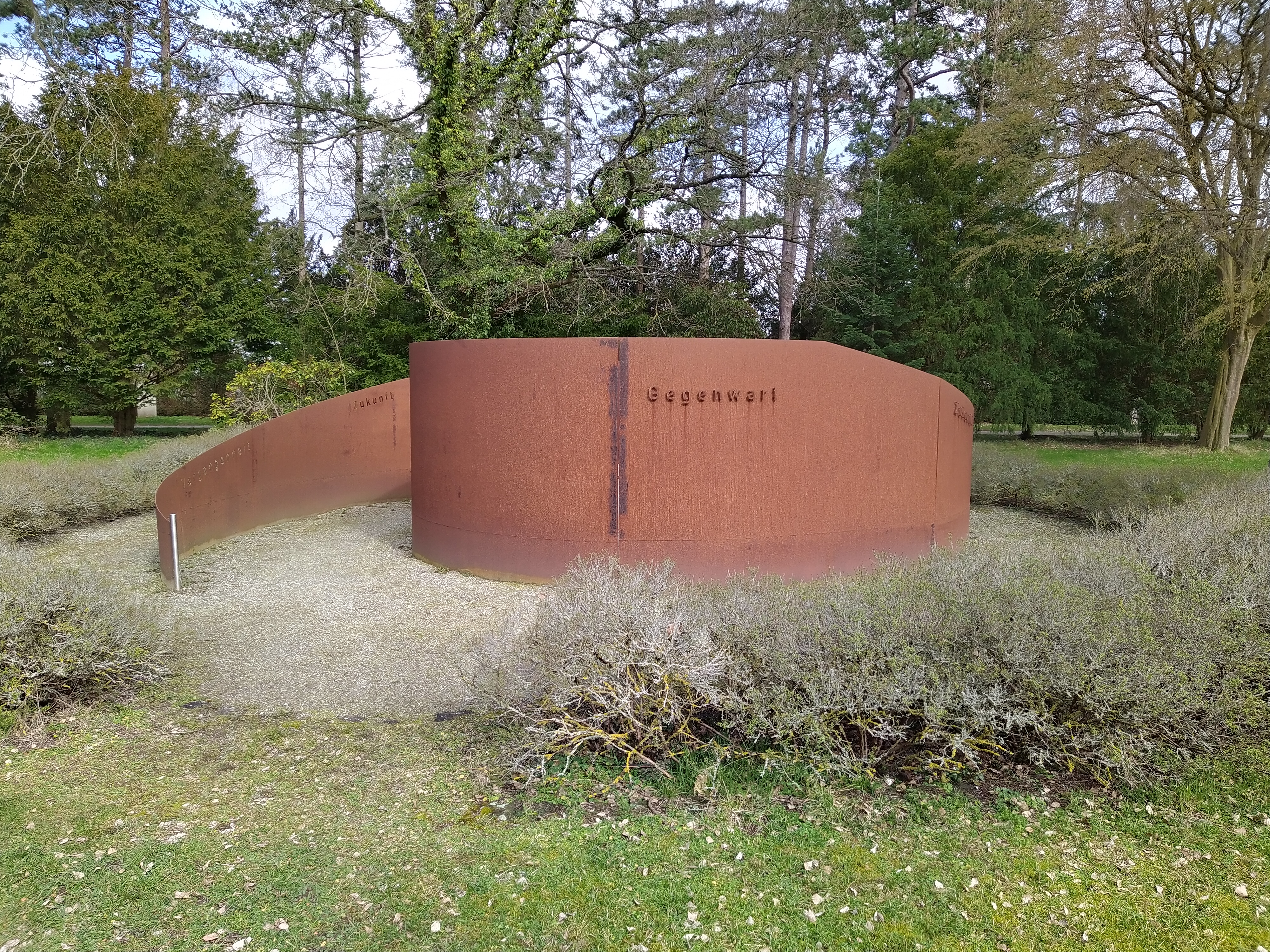
Raum Schwermut
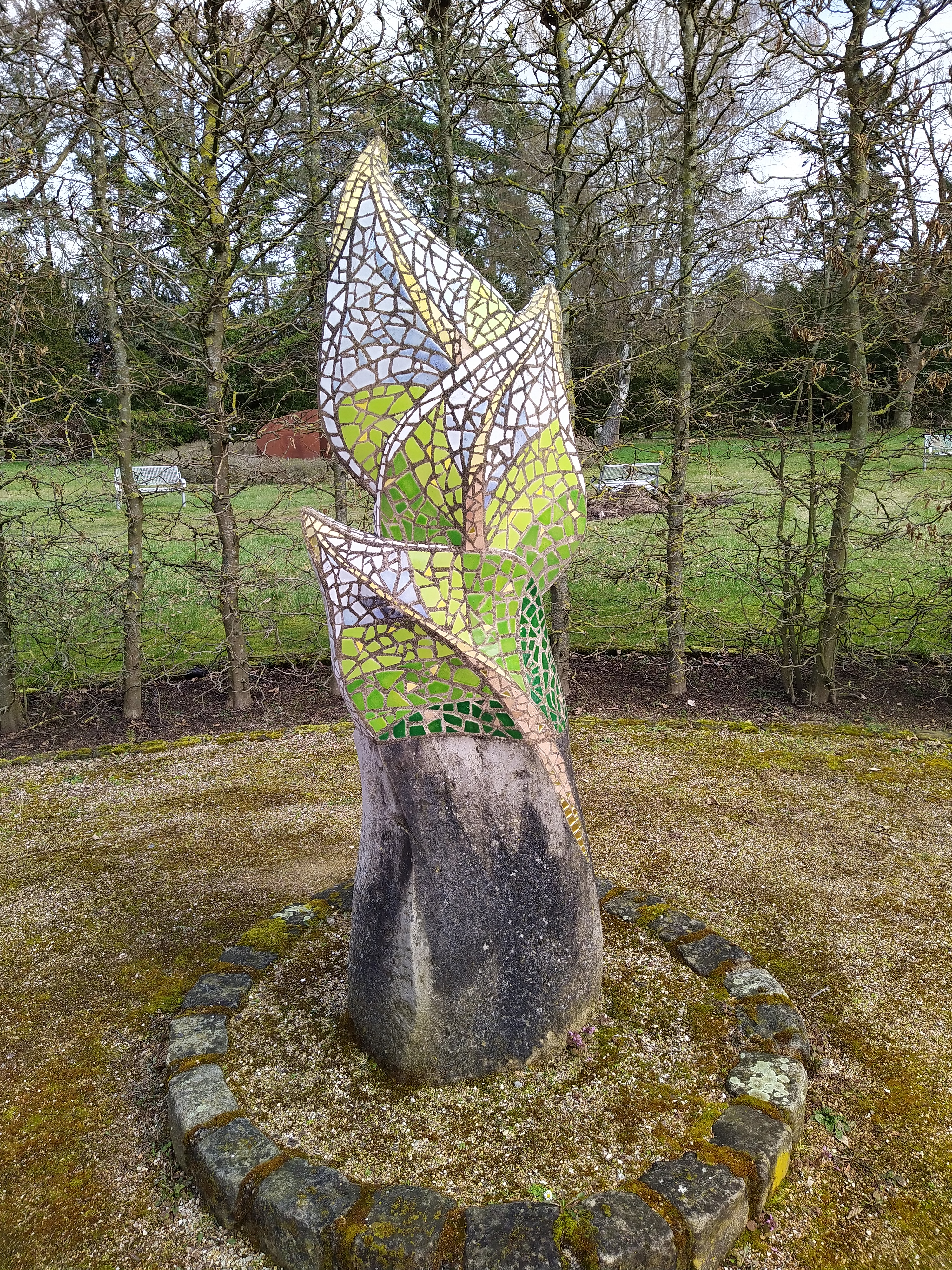
Lebensbaum Susanne Siegl